# Chatchai Chunhawan
Chatchai Chunhawan (thaï : ชาติชาย ชุณหาวัณ, [t͡ɕʰâːt.t͡ɕʰaːj t͡ɕʰun.hà.wan] ; RTGS : Chatichai Chunhawan), né le 5 avril 1920 à Bangkok (Siam) et mort le 6 mai 1998 à Londres (Royaume-Uni) est un militaire, diplomate et homme d'État thaïlandais.
Il occupe plusieurs fonctions ministérielles dans les années 70 et 80, avant de devenir Premier ministre en 1988. En 1991, son gouvernement est renversé par un coup d'État mené par le Conseil national de maintien de la paix.
Il était aussi membre de la Chambre des représentants pour la 1re circonscription de Nakhon Ratchasima trois fois (1975-1976, 1983-1991, 1992-1998), d'abord pour le Parti de la Nation thaïe qui l'a porté au pouvoir en 1988, puis pour le Parti du Développement national à partir de 1992.

## Biographie
Sous-lieutenant lors de son entrée dans l'armée en 1940, il participe à la guerre franco-thaïlandaise ainsi qu'à la campagne de Birmanie durant la Seconde Guerre mondiale. Il participe aussi à la guerre de Corée, avant de devenir diplomate, en étant ambassadeur de la Thaïlande pour l'Autriche, la Suisse, la Turquie, la Yougoslavie, l'État du Vatican et enfin des Nations unies.
Sa carrière politique débute lorsqu'en 1972, il est nommé vice-ministre des Affaires étrangères dans le quatrième gouvernement de Thanom Kittikhachon. Il garde son portefeuille avec le gouvernement qui suit, celui de Sanya Thammasak. En décembre 1972, il négocie avec les terroristes lors d'une prise d'otages par le groupe Septembre noir à l'ambassade d'Israël à Bangkok. En décembre 1973, il est l'un des premiers représentants du gouvernement thaïlandais à se rendre en Chine.
En 1974, il est l'un des fondateurs du Parti de la Nation thaïe, parti conservateur et anti-communiste. Grâce à l'élection législative de janvier 1975, première participation à une élection pour le parti, il est élu membre de la Chambre des représentants pour la 1re circonscription de Nakhon Ratchasima. Dans le même temps, il est nommé ministre des Affaires étrangères dans le gouvernement de Kukrit Pramot, après que la Nation thaïe aie rejoint son gouvernement pour former une coalition. Aux élections anticipées de 1976, en plus de sa réélection à la Chambre des représentants, il est nommé ministre de l'Industrie dans le troisième gouvernement de Seni Pramot, puis dans le quatrième, avant que celui-ci ne soit renversé par un coup d'État le 6 octobre, soit un jour après la nomination du gouvernement.
En 1980, il est de nouveau nommé ministre de l'Industrie dans le premier gouvernement de Prem Tinsulanonda. En 1983, il passe dans l'opposition avant de retourner au gouvernement, sous le troisième de Tinsulanonda, en étant nommé cette fois-ci vice-Premier ministre.
Lors des élections de 1988, Chatchai Chunhawan se présente comme candidat au poste de Premier ministre, soutenu par la Nation thaïe. En remportant la majorité des voix et des sièges à la Chambre, il est nommé Premier ministre le 4 août 1988, faisant de lui le premier chef du gouvernement élu démocratiquement après plus d'une décennie de dictature militaire.
Le 23 février 1991, un coup d'État est mené par le Conseil national de maintien de la paix (composé du commandant en chef de l'Armée royale thaïlandaise à cette période, Sunthorn Kongsompong, ainsi que de généraux, tels que Suchinda Khra-prayun, Issarapong Noonpakdi et Kaset Rojananil) pour renverser le gouvernement de Chatchai Chunhawan, accusé de corruption et d'abus de pouvoir. Il s'exile alors temporairement au Royaume-Uni.
Il retourne en Thaïlande après les événements du "Mai noir" ou "Mai sanglant" (17-20 mai 1992) et parvient à être réélu à la Chambre des représentants aux élections de septembre 1992, mais cette fois-ci sous l'effigie d'un nouveau parti créé, le Parti du Développement national.
Il continue d'être réélu député jusqu'à sa mort, à Londres, le 6 mai 1998.